# Robbie Hummel
Robert John Hummel, detto Robbie (Valparaiso, 8 marzo 1989), è un ex cestista statunitense, che giocava nel ruolo di ala piccola, ora commentatore TV.

## Carriera in Italia
Nella stagione 2015-16 è ingaggiato dalla società milanese Olimpia Milano ma a febbraio 2016 avviene la risoluzione del contratto in seguito ad un infortunio alla spalla per la quale ha dovuto operarsi, terminando anzitempo la stagione.

## Palmares

### Club
- Campionato italiano: 1

Olimpia Milano: 2015-16